# Karla Iberia Sánchez
Karla Iberia Sánchez és una periodista d'investigació i presentadora de televisió mexicana. Membre de l'equip de Los Reporteros, és titular de l'informatiu de les 2:30 del Grup Televisa i de Las Noticias desde México per Univision. És graduada en periodisme per la Universitat Nacional Autònoma de Mèxic. Becària en estudis sobre periodisme de l'Institut Reuters de la Universitat d'Oxford, té estudis en política internacional, mitjans digitals i societat i documental. És part de l'equip d'investigació de Televisa México, on realitza documentals sobre drets humans, justícia, salut pública, conservació i narcotràfic. Ha estat guanyadora del Premi Nacional de Comunicació José Pagés Llergo pel millor reportatge de televisió. El seu reportatge Nuevos métodos para planchar y morir en México per a Televisa Radio va rebre una menció especial del jurat en els premis Ondas 2015. És membre del jurat del Premi Nacional de Periodisme de Mèxic.